# OMX
Die OMX AB wurde 2003 gegründet und war eine skandinavische Gemeinschafts-Wertpapierbörse.
Die OMX schloss die Börsenplätze in Kopenhagen, Stockholm, Helsinki, Tallinn, Vilnius, Riga und Reykjavík zusammen und wurde deshalb auch „Nordische Wertpapierbörse“ genannt. Daneben gehörte auch die Armenische Börse zur OMX.
Die Deutsche Börse und OMX entwickelten zusammen einen Standard des „Financial Information eXchange“ Protokolls (FIX-Protokoll) für die Kommunikation zwischen Marktteilnehmern und Börsen.
Im Mai 2007 wurde bekannt, dass die NASDAQ eine Fusion mit der OMX plant. Die NASDAQ bot 3,8 Mrd. Dollar für die OMX. Seit 27. Februar 2008 werden beide Börsen von der NASDAQ OMX Group betrieben. Mittlerweile wurde der Zusatz OMX aufgegeben und somit firmieren die Börsen sowie die Betreiberfirma nur noch als Nasdaq.

## Indizes
Die OMX betrieb folgende Indizes:
- OMX Baltic 10
- OMX Copenhagen 20
- OMX Helsinki 25
- OMX Iceland 15
- OMX Riga Index
- OMX Stockholm 30
- OMX Tallinn Index
- OMX Vilnius Index